# Parque zoológico nacional Smithsoniano
El Smithsonian National Zoological Park, conocido comúnmente como el Zoológico Nacional, es uno de los zoológicos más antiguos de los Estados Unidos, y forma parte de la Institución Smithsonian, no cobra la admisión. Fundada en 1889, su misión es proveer liderazgo en el cuidado de los animales, la ciencia, educación, sostenibilidad y la experiencia del visitante. El Zoológico Nacional cuenta con dos campus. El primero es uno de 163 acres (66 hectáreas) del parque urbano situado en el noroeste de Washington D. C. que está a 20 minutos en metro desde el National Mall hasta la estación Woodley Park, o cuesta abajo a pie de la estación Cleveland Park. El otro campus es de 3.200 acres (1.300 hectáreas) del Smithsonian Conservation Biology Institute (SCBI, antes conocido como el Centro de Conservación e Investigación) en Front Royal, Virginia. El SCBI es un centro no público destinado a profesionales de la fauna silvestre con capacitación en biología de conservación y propagación de especies raras a través de medios naturales y reproducción asistida. El Zoológico Nacional está acreditado por la Asociación de Zoológicos y Acuarios (AZA).
En total, las dos instalaciones contienen 2.000 animales de 400 especies diferentes. Alrededor de una quinta parte de ellos están en peligro o amenazados. La mayoría de las especies están en exhibición en el zoológico de rock del campus Creek Park. Sus residentes más conocidos son los pandas gigantes, pero el Zoo es también el hogar de aves, grandes simios, grandes felinos, elefantes asiáticos, insectos, anfibios, reptiles, animales acuáticos, pequeños mamíferos y muchos más. Las casas de las instalaciones SCBI albergan entre 30 y 40 especies en peligro de extinción en un momento dado, en función de las necesidades de investigación y las recomendaciones del Zoo y la comunidad conservacionista. El Zoológico Nacional, como parte de la Institución Smithsonian, recibe créditos federales para gastos de funcionamiento. Hay un nuevo plan maestro presentado por el parque en 2008 para mejorar los diseños de exposiciones del parque y su diseño.
Los Amigos del Zoológico Nacional (FONZ),  es un programa de socios del Zoo, que ha estado proporcionando apoyo a los programas de conservación de la fauna en el parque zoológico y alrededor del mundo desde 1958.  miembros Fonz reciben estacionamiento sin cargo, descuentos en tiendas del Zoo y restaurantes, y el Smithsonian Zoogoer, una revista informativa bimensual lleno de las últimas noticias del Zoo, investigación y fotos.
40.000 miembros de Fonz incluyen a cerca de 20.000 familias, principalmente en el área metropolitana de Washington D. C., y el número de voluntarios es de más de 1000 personas. FONZ proporciona servicios de los clientes, apoyo al desarrollo, colaboración en los programas de educación y divulgación, gestión de concesiones, y apoyo financiero para la investigación y conservación.
El Zoológico Nacional está abierto todos los días del año excepto el 25 de diciembre (Navidad). En ocasiones, se cierra o se abre para acoger eventos especiales.